# Zabilocicea, Radomîșl
Zabilocicea (în ucraineană Забілоччя) este localitatea de reședință a comunei Zabilocicea din raionul Radomîșl, regiunea Jîtomîr, Ucraina.

## Demografie
Componența lingvistică a localității Zabilocicea
     Ucraineană (97,76%)
     Română (1,2%)
     Alte limbi (0,9%)
Conform recensământului din 2001, majoritatea populației localității Zabilocicea era vorbitoare de ucraineană (97,76%), existând în minoritate și vorbitori de română (1,2%).